# Christian Meißner

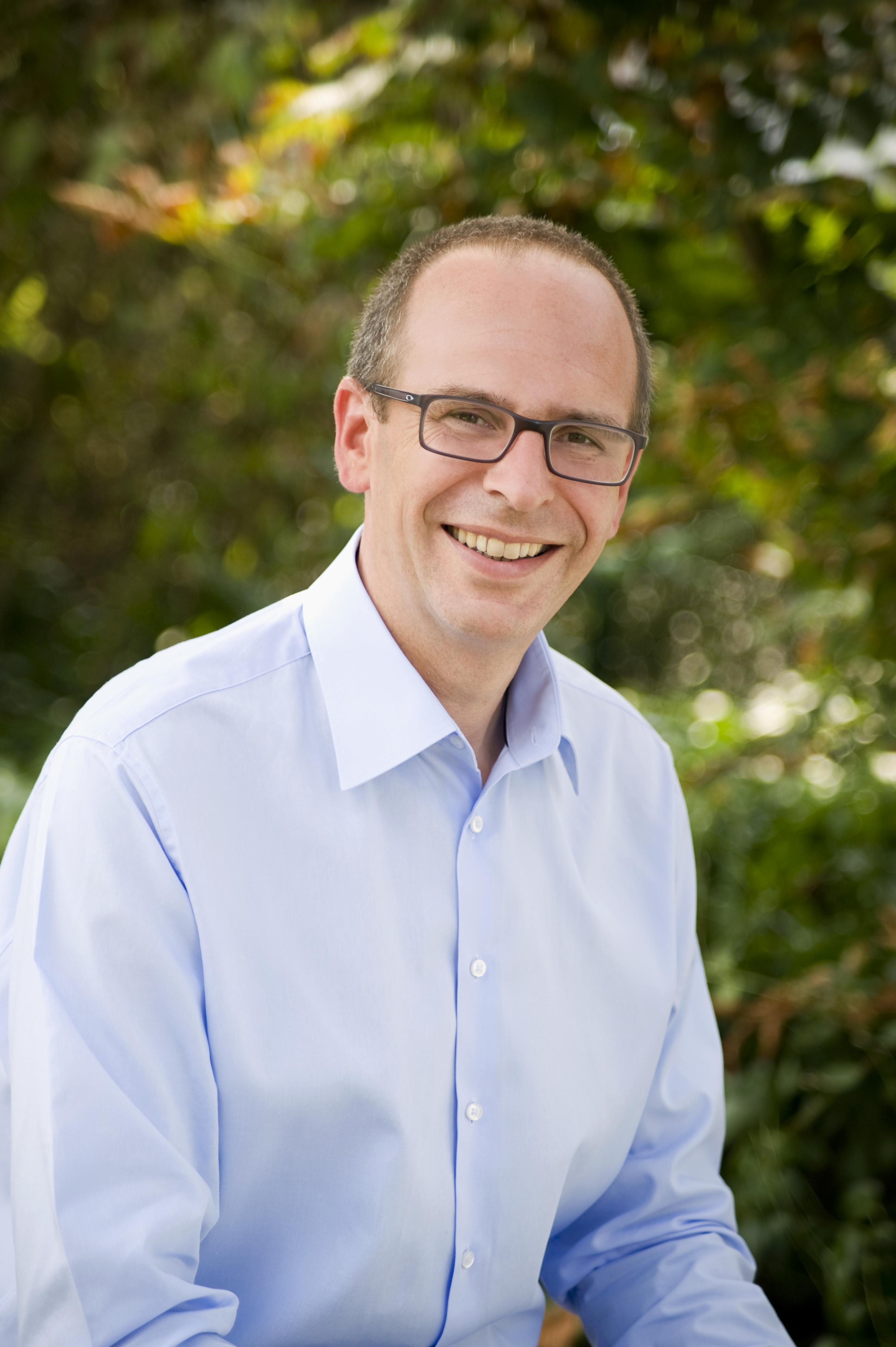
Christian Meißner

Christian Meißner (* 18. Dezember 1969 in Kronach) ist ein deutscher Jurist und Politiker (CSU) und seit 15. Dezember 2011 amtierender Landrat des Landkreises Lichtenfels. Zuvor war er von 1998 bis 2011 Abgeordneter des Bayerischen Landtags.

## Leben
Meißner besuchte die Schule in Lichtenfels. Nach dem Abitur leistete er 1990/91 seinen Wehrdienst in Nürnberg ab. Von 1991 bis 1995 studierte er Rechtswissenschaften in Würzburg. Am 21. Februar 2015 wurde Meißner einstimmig zum Vorsitzenden des BRK-Kreisverbandes Lichtenfels gewählt. Er ist Nachfolger von Jürgen Zürbig, der im August 2014 starb.

## Politik
Christian Meißner ist seit 1986 Mitglied in CSU und JU. Er war mehrere Jahre JU-Vorsitzender in Lichtenfels. 1997 wurde er stellvertretender CSU-Ortsvorsitzender in Lichtenfels und 1997 Kreisvorsitzender der Europa-Union (Kreisverband Lichtenfels). Er ist seit 1999 Bezirksvorstandsmitglied der CSU Oberfranken und seit 1998 stellvertretender Kreisvorsitzender des Arbeitskreises Mittelstand in Lichtenfels. 2000 wurde er stellvertretender Bezirksvorsitzender der Europa-Union in Oberfranken und 2001 Meißner wurde CSU-Kreisvorsitzender von Lichtenfels. Seit 2002 gehört er dem Stadtrat und Kreistag in Lichtenfels an.

### Landtag
Am 28. September 1998 zog Meißner in den Landtag ein und vertrat den Stimmkreis 407 Lichtenfels/Kronach (Wahlkreis Oberfranken). Bei der Landtagswahl 2003 erreichte er hier 61,0 % der Erststimmen; zur Landtagswahl 2008 fiel sein Stimmenanteil auf 50,7 %.
In der 15. Wahlperiode war er dort:
- Mitglied im Ausschuss für Landesentwicklung und Umweltfragen (Stellvertretender Vorsitzender AK Umwelt der CSU)
- Mitglied im Ausschuss für Kommunale Fragen und Innere Sicherheit
- Mitglied im Fraktionsvorstand der CSU-Landtagsfraktion
- Sprecher der CSU-Landtagsfraktion für pseudoreligiöse Bewegungen und sektenähnliche Psychokulte

### Landrat
Bei der Wahl zum Landrat des Landkreises Lichtenfels konnte sich Meißner am 11. September 2011 mit 59,33 % gegen seinen Konkurrenten Hans Peter Marx durchsetzen. 2017 wurde er bei zwei Gegenkandidaten mit 66,1 % der Stimmen im Amt bestätigt. Bei der Wahl am 8. Oktober 2023 konnte er sich gleich im ersten Wahlgang mit 54,5 % der Stimmen gegen drei Gegenkandidaten erneut behaupten. Sein Vorgänger ist Reinhard Leutner.